# 말더듬이 (영화)
말더듬이(Stutterer)는 아일랜드에서 제작된 벤자민 클리어리 감독의 2015년 드라마 영화이다. 매튜 니덤 등이 주연으로 출연하였다.

## 출연

### 주연
- 매튜 니덤
- 클로이 피리